# 大坌坑遺址
大坌坑遺址，位於今台灣新北市八里區埤頭里公田聚落南方，海拔約30至40公尺的緩坡上。根據考古發掘的報告，該遺址的年代在距今約7000年至4700年之間，為台灣新石器時代最早期的一層文化。該文化不但是最早可以辨認出來的南島語系祖先型文化，同時也是台灣農業最早的起源地。大坌坑遺址目前被中華民國內政部列為國定遺址。

## 大坌坑文化
大坌坑文化是台灣新石器時代最早的文化，其命名雖然是來自首次發掘出該文化器物的大坌坑遺址，但是該文化卻廣泛分布於台灣全島各地以及廣東、福建的沿海地區。年代推測應該在距今7000年至4700年之間，到該文化晚期，不同遺址的區域性差異開始出現。目前我們至少可以辨認出大坌坑文化的幾個次類型，包括北部的大坌坑類型，南部較早的八甲類型、較晚的鳳鼻頭類型，東部的月眉類型等。
在大坌坑文化時期，其聚落還甚小，通常位於河口或近於海岸的階地、台地上，以狩獵和漁撈營生，也採集野生植物種子、果實和其纖維，可能已經有種植芋頭、薯類等根莖類作物的初級農業。從比較研究推測，這個文化的主人可能是南島語系民族的祖先，而台灣的原住民正是南島語族的一支，因此大坌坑文化可能是台灣原住民族的祖型文化，也可能是整個南島語系民族的祖先型文化。
和這個文化相類似的史前文化，也出現在閩江口以南到雷州半島附近之間的大陸東南沿海地區。該文化與中國北方的「仰韶文化」同期。

## 遺址發掘過程簡介
大坌坑遺址的所在地是在淡水河入海口的南側、觀音山的西北麓，正對大竹圍的緩斜坡上。該山麓之西側山峪，即名「大坌坑」，故依此命名。目前地表大部分為現代墳墓佔據。範圍約南北350公尺，東西500公尺。
在大坌坑附近，早年農民採竹筍時，由於挖掘到許多骨骸和陶器、石器，因此蓋了一間小廟集中祭祀，而終於在1958年由盛清沂所發現。1962年和1963年，台北縣文獻委員會曾經做過發掘。1964年，台灣大學考古人類學系與美國耶魯大學合作，由張光直主持發掘，出土大量遺物。依國際通行的辦法，以最接近遺址的現代村落為該遺址命名，且以最先發現的遺址名稱為該文化命名。因此，該遺址被取名為大坌坑遺址（國際考古界代號「T. P. K」），而該文化也被命名為大坌坑文化。

## 出土器物
由大坌坑遺址出土文物來判斷，我們可以知道該遺址的主人在製陶及磨製石器的技術上十分發達，其中尤以在口緣下方頸部以下施滿粗繩紋的陶器為代表，所以又稱為「繩紋陶文化」或「粗繩紋陶文化」。 這種陶器通稱為粗繩紋陶，多為手製，通常含沙，質地鬆軟，火候不高約攝氏400-500度C，表面顏色呈暗紅、渾褐、淺褐色 。
繩紋陶器器型簡單，通常只有缽、罐兩種。罐形器口部低，一種頸後唇薄剖面近於三角形，另一種在口部的外緣、唇頸之間有一條突脊。陶器口徑不大，一般在14-18厘米之間，寬肩、鼓腹，部分具有矮圈足。大部分陶器在口緣下方頸部以下施滿繩紋，但繩紋並不施於口緣之上。部分口緣上方或肩上施有篦劃紋，紋樣通常是兩條或兩條以上近於平行的線條，畫成間斷或連續的波折紋、直線紋、交叉紋等流暢的線條，甚具特色。
大坌坑遺址發現的石器數量不多，種類也較少，計有打製石斧、磨製石斧、網墜、石錛、石簇、槽石棒等。由於發現過樹皮布打棒，推測當時已經有樹皮布。
值得注意的是，大坌坑遺址包含多層的史前文化層；除了屬於最下層的大坌坑文化以外，中間有圓山文化層、植物園文化層，最上面則是為十三行文化層。這表示在上述不同時代階段，都有人類曾經在此居住。
2006年5月1日，大坌坑遺址由中華民國內政部指定為國定遺址。

## 脚注
1. ↑  大坌坑位於八里，當地漢人以泉州同安移民為主。因此本地八里人「坑」字發泉州音「khinn」

## 外部連結
- 淡水河溯源數位博物館：大坌坑遺址 （页面存档备份，存于）